# Astronesthes indopacificus
Astronesthes indopacificus är en fiskart som beskrevs av Nikolai V. Parin och Borodulina, 1997. Astronesthes indopacificus ingår i släktet Astronesthes och familjen Stomiidae. IUCN kategoriserar arten globalt som livskraftig. Inga underarter finns listade.